# Carlo Antonio di Hohenzollern-Sigmaringen
Carlo Antonio di Hohenzollern-Sigmaringen (nome completo Karl Anton Joachim Zephyrin Friedrich Hohenzollern-Sigmaringen) (Krauchenwies, 7 settembre 1811 – Sigmaringen, 2 giugno 1885) fu capo della casa di Hohenzollern-Sigmaringen, il ramo della famiglia Hohenzollern rimasto fedele al cattolicesimo, e Primo Ministro del Regno di Prussia dal 1858 al 1861.

## Biografia

### Infanzia

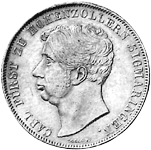
Moneta raffigurante Carlo di Hohenzollern-Sigmaringen

Carlo Antonio era figlio del principe Carlo di Hohenzollern-Sigmaringen, e della sua prima moglie, principessa Maria Antonietta Murat, nipote di Gioacchino Murat.
Il principato degli Hohenzollern-Sigmaringen fu integrato nel Regno di Prussia a partire dal 1849, anno in cui Carlo II abdicò in favore del lontano cugino Federico Guglielmo.

### Matrimonio

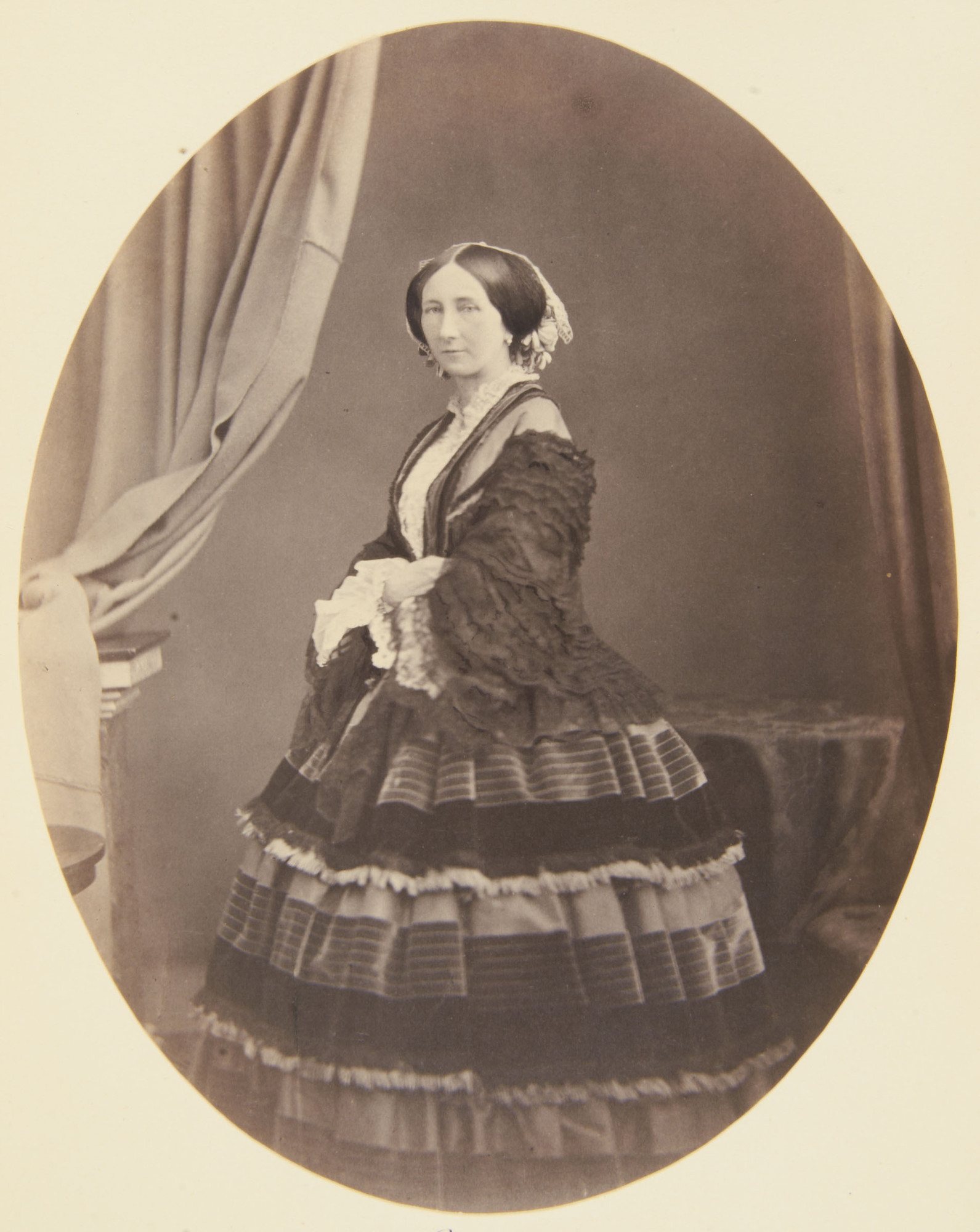
Giuseppina di Baden, principessa di Hohenzollern-Sigmaringen

Il 21 ottobre del 1834, a Karlsruhe, il principe Carlo Antonio sposò Giuseppina di Baden, figlia del granduca Carlo II di Baden e della granduchessa Stefania di Beauharnais.

### Carriera politica

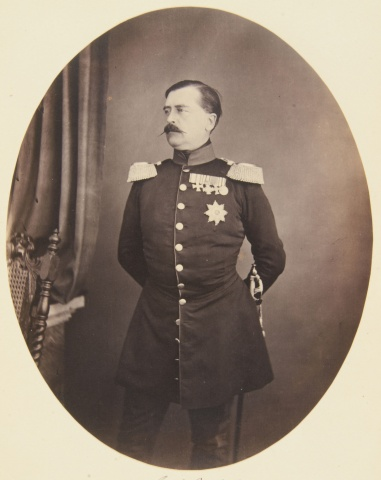
Carlo Antonio di Hohenzollern-Sigmaringen in una fotografia d'epoca

Dopo la sua abdicazione, Carlo Antonio scelse di dedicarsi alla politica e venne nominato primo ministro di Prussia dal 1848 al 1862. Dopo la caduta del reazionario ministero Manteuffel nel 1858, e l'ascesa del principe Guglielmo come reggente per il fratello Federico Guglielmo IV, Carlo Antonio inaugurò un ministero moderatamente liberale. Il principe rimase in carica sino al 1862 quando diede le dimissioni in contrasto col parlamento sul budget militare. Gli succedette il principe Otto von Bismarck.

### Ultimi anni e morte

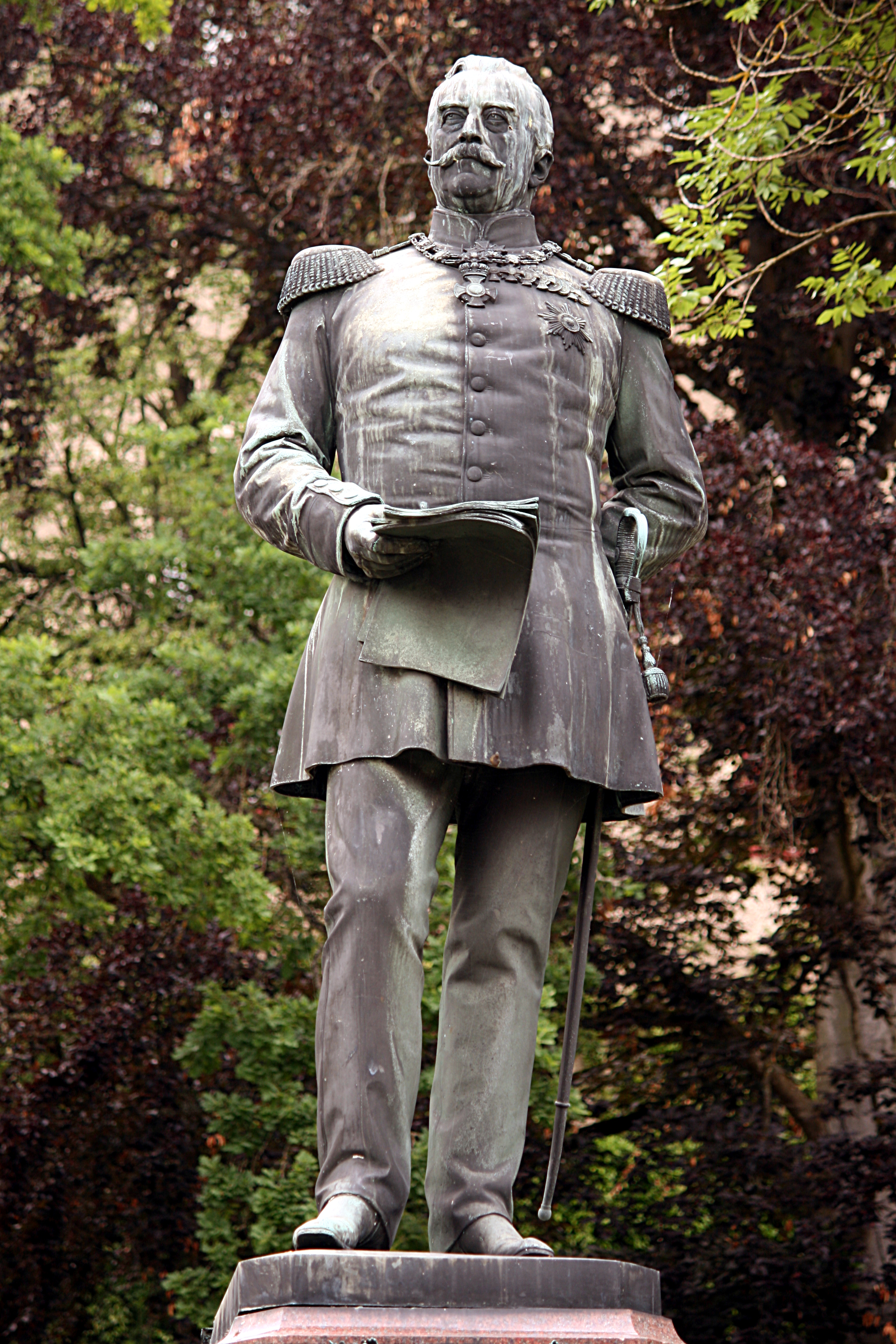
La statua di Carlo Antonio a Sigmaringen

Dopo questo, Carlo Antonio si ritirò da ogni attività politica e si concentrò sul suo ruolo di capo della linea cattolica della casata degli Hohenzollern, ancor più dopo l'estinzione della linea degli Hohenzollern-Hechingen nel 1869. Nel 1866, al suo secondogenito, Carlo, venne offerto il trono di Romania, dove regnò per i successivi quarant'anni col nome di Carlo I. Alcuni anni dopo, nel 1870, il suo primogenito, Leopoldo, ottenne un'offerta simile per il trono spagnolo. La cosiddetta "candidatura Hohenzollern" fallì ma fu uno dei fattori principali che innescarono la guerra franco-prussiana.
Carlo Antonio morì nel castello di Sigmaringen, sua residenza, il 2 giugno 1885.

## Discendenza
Carlo Antonio e Giuseppina di Baden, che furono una coppia molto unita, ebbero sei figli:
- Leopoldo (1835-1905), sposò Antonia di Braganza;
- Stefania (1837-1859), sposò Pietro V di Portogallo;
- Carlo (1839-1914), sposò Elisabetta di Wied;
- Antonio (1841-1866), morto in battaglia;
- Federico (1843-1904), sposò Luisa di Thurn und Taxis;
- Maria (1845-1912), sposò Filippo del Belgio.

## Ascendenza
|                                     |              |                               | Genitori                        |  |  | Nonni |  |  | Bisnonni                          |  |  | Trisnonni                            |  |
|                                     |              |                               |                                 |  |  |       |  |  | Carlo di Hohenzollern-Sigmaringen |  |  | Giuseppe di Hohenzollern-Sigmaringen |  |
|                                     |              |                               |                                 |  |  |       |  |  | Carlo di Hohenzollern-Sigmaringen |  |  | Giuseppe di Hohenzollern-Sigmaringen |  |
|                                     |              | Maria di Öttingen-Spielberg   |                                 |  |  |       |  |  | Carlo di Hohenzollern-Sigmaringen |  |  |                                      |  |
| Antonio di Hohenzollern-Sigmaringen |              |                               |                                 |  |  |       |  |  | Carlo di Hohenzollern-Sigmaringen |  |  |                                      |  |
|                                     |              | Giovanna di Hohenzollern-Berg | Francesco di Hohenzollern-Berg  |  |  |       |  |  |                                   |  |  |                                      |  |
|                                     |              | Giovanna di Hohenzollern-Berg | Francesco di Hohenzollern-Berg  |  |  |       |  |  |                                   |  |  |                                      |  |
|                                     |              | Giovanna di Hohenzollern-Berg | Maria Caterina di Waldburg-Zeil |  |  |       |  |  |                                   |  |  |                                      |  |
| Carlo di Hohenzollern-Sigmaringen   |              | Giovanna di Hohenzollern-Berg |                                 |  |  |       |  |  |                                   |  |  |                                      |  |
|                                     |              | Filippo di Salm-Kyrburg       | Enrico di Salm-Leuze            |  |  |       |  |  |                                   |  |  |                                      |  |
|                                     |              | Filippo di Salm-Kyrburg       | Enrico di Salm-Leuze            |  |  |       |  |  |                                   |  |  |                                      |  |
|                                     |              | Filippo di Salm-Kyrburg       | Maria Teresa di Croÿ            |  |  |       |  |  |                                   |  |  |                                      |  |
| Amalia di Salm-Kyrburg              |              | Filippo di Salm-Kyrburg       |                                 |  |  |       |  |  |                                   |  |  |                                      |  |
|                                     |              | Maria Theresa di Hornes       | Massimiliano di Hornes          |  |  |       |  |  |                                   |  |  |                                      |  |
|                                     |              | Maria Theresa di Hornes       | Massimiliano di Hornes          |  |  |       |  |  |                                   |  |  |                                      |  |
|                                     |              | Maria Theresa di Hornes       | Marie Teresa di Melsbroeck      |  |  |       |  |  |                                   |  |  |                                      |  |
| Carlo di Hohenzollern-Sigmaringen   |              | Maria Theresa di Hornes       |                                 |  |  |       |  |  |                                   |  |  |                                      |  |
|                                     | Pierre Murat | Guillaume Murat               |                                 |  |  |       |  |  |                                   |  |  |                                      |  |
|                                     | Pierre Murat | Guillaume Murat               |                                 |  |  |       |  |  |                                   |  |  |                                      |  |
|                                     | Pierre Murat | Marguerite Herbeil            |                                 |  |  |       |  |  |                                   |  |  |                                      |  |
| Pierre Murat                        | Pierre Murat |                               |                                 |  |  |       |  |  |                                   |  |  |                                      |  |
|                                     |              | Jeanne Loubières              | Pierre Loubières                |  |  |       |  |  |                                   |  |  |                                      |  |
|                                     |              | Jeanne Loubières              | Pierre Loubières                |  |  |       |  |  |                                   |  |  |                                      |  |
|                                     |              | Jeanne Loubières              | Jeanne Viellescazes             |  |  |       |  |  |                                   |  |  |                                      |  |
| Maria Antonietta Murat              |              | Jeanne Loubières              |                                 |  |  |       |  |  |                                   |  |  |                                      |  |
|                                     |              | Aymeric d'Astorg              | Antoine d'Astorg                |  |  |       |  |  |                                   |  |  |                                      |  |
|                                     |              | Aymeric d'Astorg              | Antoine d'Astorg                |  |  |       |  |  |                                   |  |  |                                      |  |
|                                     |              | Aymeric d'Astorg              | Maria de Mary                   |  |  |       |  |  |                                   |  |  |                                      |  |
| Louise d'Astorg                     |              | Aymeric d'Astorg              |                                 |  |  |       |  |  |                                   |  |  |                                      |  |
|                                     |              | Marie Alanyou                 | Jean Alanyou                    |  |  |       |  |  |                                   |  |  |                                      |  |
|                                     |              | Marie Alanyou                 | Jean Alanyou                    |  |  |       |  |  |                                   |  |  |                                      |  |
|                                     |              | Marie Alanyou                 | Louise de Valon                 |  |  |       |  |  |                                   |  |  |                                      |  |
|                                     |              | Marie Alanyou                 |                                 |  |  |       |  |  |                                   |  |  |                                      |  |